# Stiltskin
Stiltskin is een Schotse grunge- en rockband, opgericht begin jaren negentig.

## Geschiedenis
De band bestond ten tijde van de oprichting uit Ray Wilson (leadzanger), Peter Lawlor (gitaar), James Finnigan (basgitaar, Hammondorgel) en Ross McFarlane (drums).
Hun eerste single Inside kwam uit in 1994 en behaalde in Groot-Brittannië de nummer 1-positie, haalde in Nederland de top tien en in Vlaanderen de drieëntwintigste positie. Het intro van dit nummer is gebruikt voor een reclame van spijkerbroekenfabrikant Levi's. Hun enige andere, maar veel kleinere hit was het nummer Footsteps. Deze single haalde wel de hitlijsten in Vlaanderen, maar werd in Nederland een flop. Beide singles staan op het debuutalbum The mind's eye uit 1994.
In 1996 werd de band opgeheven. Ray Wilson bracht een soloalbum uit en werd eind 1996 tijdelijk zanger van Genesis. In 2005 blies Wilson Stiltskin weer nieuw leven in. In 2006 kwam het tweede album van Stiltskin, genaamd She, uit. Van de oorspronkelijke bezetting is alleen Ray Wilson nog over.

## Discografie
| Album met eventuele hitnotering(en) in de Nederlandse Album Top 100 | Datum van verschijnen | Datum van binnenkomst | Hoogste positie | Aantal weken | Opmerkingen            |
| ------------------------------------------------------------------- | --------------------- | --------------------- | --------------- | ------------ | ---------------------- |
| The mind's eye                                                      | 1994                  | 22-10-1994            | 76              | 4            |                        |
| She                                                                 | 2005                  | -                     |                 |              | Ray Wilson + Stiltskin |
| Live                                                                | 2006                  | -                     |                 |              | Ray Wilson + Stiltskin |
| Unfulfillment                                                       | 2011                  | -                     |                 |              | Ray Wilson + Stiltskin |

| Single met eventuele hitnotering(en) in de Nederlandse Top 40 | Datum van verschijnen | Datum van binnenkomst | Hoogste positie | Aantal weken | Opmerkingen             |
| ------------------------------------------------------------- | --------------------- | --------------------- | --------------- | ------------ | ----------------------- |
| Inside                                                        | 1994                  | 25-06-1994            | 8               | 9            | Nr. 7 in de Mega Top 50 |

| Single met hitnotering(en) in de Vlaamse Ultratop 50 | Datum van verschijnen | Datum van binnenkomst | Hoogste positie | Aantal weken | Opmerkingen |
| ---------------------------------------------------- | --------------------- | --------------------- | --------------- | ------------ | ----------- |
| Inside                                               | 1994                  | 16-07-1994            | 23              | 9            |             |
| Footsteps                                            | 1994                  | 15-10-1994            | 26              | 3            |             |